# Auguste Dejean
Pour les autres membres de la famille, voir Dejean.
Auguste Dejan, 2e comte Dejean, est un général et entomologiste français, né le 10 août 1780 à Amiens et mort le 17 mars 1845 à Paris. Il est aide de camp de Napoléon Ier mais doit s'exiler en Europe centrale après Waterloo, ce qui met un terme à sa carrière militaire. Il est autorisé à rentrer en France en 1818, puis siège en 1824 à la Chambre des pairs et devient un entomologiste de premier plan.

## Biographie

### Guerres révolutionnaires
Pierre François Marie Auguste Dejean est le fils aîné, issu du premier mariage, de Jean François Aimé Dejean (1749-1824) et d’Alexandrine-Marie-Elisabeth LeBoucher d’Ailly. Auguste suivit comme son père la carrière des armes, tout en montrant un goût prononcé pour l'ornithologie et l'entomologie.
Il entre au service en 1795, comme aide de camp provisoire de son père, et fait cette campagne et celles de 1796 et 1797 aux armées du Nord et de Sambre-et-Meuse, celle de 1801 à l'armée de réserve en Italie, celle de 1804 et partie de celle de 1805 à l'armée des côtes de l'Océan.

### Guerres napoléoniennes
Passé à la Grande Armée, il combattit à Austerlitz le 2 décembre 1805, et passa, le 13 février 1806, du grade de chef d'escadron au 9e régiment de dragons, qu'il remplissait alors, au commandement, comme colonel du 11e régiment de la même arme.
Il devient officier de la Légion d'honneur le 11 juillet 1807 (après Eylau et Friedland). Il se trouve à la bataille d'Alba de Tormes le 28 novembre 1809, à l'affaire de Buçaco le 27 septembre 1810, et aux batailles de Fuentes de Onoro en 1811 et de la Moskowa en 1812. Il est général de brigade depuis le 6 août 1811.
Le 8 mai 1812, le baron Dejean est présenté à Napoléon comme député du département de l'Aude : il est désigné comme candidat au Corps législatif par ce département mais n'y est pas nommé par le Sénat conservateur.
L'année suivante, il prête serment comme aide de camp de Napoléon, et se trouve à toutes les actions importantes de la campagne de cette année, notamment à celles de Lutzen, Wurschen, Wachau, Leipzig et Hanau— campagne après laquelle, le 3 novembre 1813, il est créé commandeur de la Légion d'honneur —, et, en 1814, à celles de Brienne, Montmirail, Vauchamps, Craonne et Arcis-sur-Aube.
Le 23 mars 1814, Napoléon le nomme lieutenant général de cavalerie. Chargé par Napoléon de s'opposer à la capitulation de Paris, il n'y arrive qu'après la reddition, est confirmé dans son grade de lieutenant général par le roi le 23 juin, et fait chevalier de l'ordre de Saint-Louis le 5 septembre suivant. Au retour de Bonaparte de l'île d'Elbe, le baron Dejean reprend auprès de lui ses fonctions d'aide de camp, et est nommé commissaire extraordinaire dans les départements de la Somme et du Nord. Divers rapports qu'il fait pendant cette mission sont imprimés dans le pamphlet intitulé Portefeuille de Bonaparte saisi à Waterloo, dont, au reste, rien ne garantit l'authenticité. Après avoir rempli cette mission, il rejoint l'armée et se trouve aux batailles de Ligny et de Waterloo (où Dejean est le premier aide de camp de Napoléon).
Au second retour de Louis XVIII, le général Dejean se trouve compris dans la seconde liste de l'ordonnance royale du 24 juillet. Obligé de sortir du royaume par une autre ordonnance du 17 janvier 1816, il se retire en Allemagne. Il parcourt alors la Styrie, la Croatie et le Dalmatie, au grand profit de sa collection d'insectes, la plus complète de son temps, et dans laquelle il a réuni treize mille espèces.
En 1818, son père obtient pour lui, de Louis XVIII, l'autorisation de rentrer en France.

### À la chambre des pairs
Le 14 juin 1824, le lieutenant général Dejean fut admis a siéger dans la Chambre des pairs, à titre héréditaire, en remplacement de son père, mort le 12 mai précédent : il était devenu comte et pair de France, ses titres d'hérédité ayant été vérifiés à la Chambre des pairs.
Il fait partie de la minorité libérale, prête serment au gouvernement de juillet, et prend fréquemment la parole à la Chambre haute, sur la loi électorale, sur la loi municipale, contre l'abolition de l'hérédité de la pairie, sur l'avancement dans l'armée de terre (1832), sur les pensions militaires, sur la remontre de la cavalerie (il avait été nommé membre du comité de cavalerie en 1840) et sur le projet de loi de recrutement de l'armée (1843).
Entre-temps, ayant repris le service actif, il commande la cavalerie lors de l'expédition d'Anvers de 1832.

### L'entomologiste
Grand spécialiste des coléoptères et plus particulièrement des Carabidae, il assemble la plus grande collection privée jamais réalisée. Il reçoit des spécimens de tous les coins de la planète et son catalogue final dénombre 22 000 espèces identifiées. Il emploie Jean-Baptiste Alphonse Dechauffour de Boisduval (1799-1879) comme conservateur de sa collection. Une anecdote indiquait la ferveur de Dejean pour ces animaux : lors de la bataille d’Alcanizas en Espagne, Dejean était sur le point de donner l’ordre de l’attaque lorsqu’il remarqua un coléoptère posé sur une fleur. Il descendit alors de cheval, le ramassa et le piqua au fond de son chapeau. Il remonta sur son cheval, et remporta la bataille après un dur combat où il fit un grand nombre de prisonniers. Son chapeau avait été déchiqueté par des tirs ennemis, mais il eut la satisfaction de retrouver intact son insecte.

Son catalogue a soulevé de nombreuses polémiques car il ne respectait pas la règle linnéenne de l’antériorité : 
« Je me suis fait une règle de toujours préserver le nom le plus généralement utilisé, et non pas nécessairement le plus ancien. »
Il est l’auteur de nombreuses publications qui couvrent de très nombreuses espèces. Pourtant, le plan initial de son Species Général des Coléoptères de la Collection de M. le Comte Dejean esr encore plus ambitieux car il souhaitait couvrir la totalité des coléoptères connus alors qu’il dut se limiter à décrire ceux de sa collection. Les cinq premiers des six volumes sont de sa main.
Le comte Dejean présida la société entomologique de France en 1840.
Il demande 50 000 francs pour sa collection, somme que le Muséum national d'histoire naturelle de Paris est incapable de réunir. Après avoir refusé une offre du roi de Prusse, la collection est mise en vente et dispersée. Elle est acquise par différents entomologistes comme Maximilien de Chaudoir (1816-1881) puis par Charles Oberthür (1845-1924). On trouve aujourd’hui, dans plusieurs muséums, dont celui de Paris, des parties de la collection originelle.
Le 14 avril 1844, le comte Dejean est élevé à la dignité de grand-croix de la Légion d'honneur. Il meurt l'année suivante le 17 mars 1845, au 17 de la rue de l'Université, et est inhumé aux côtés de son père dans la 40e division du cimetière du Père-Lachaise.
Son fils Pierre Charles Dejean devient lui aussi général.

## Hommage
Une caserne à Amiens, située au 54, rue Jules-Barni, a porté son nom au cours du XXe siècle. Elle est désaffectée après 1993, puis a été revendue à un promoteur immobilier.

## Liste partielle des publications
- Catalogue des Coléoptères de la collection de M. le Comte Dejean (1802, 1833 et 1836)
- Species générale des Coléoptères (sept volumes, 1825-1839, in-8), avec Pierre-André Latreille (1762-1833) et

- Species général des coléoptères, en 3 volumes, 1825-1838[5] (sur Gallica)
- Iconographie des Coléoptères d’Europe (1822), avec Charles Nicolas Aubé (1802-1869) et Jean-Baptiste Alphonse Dechauffour de Boisduval (1799-1879)
- Histoire naturelle et iconographie des Coléoptères (1829).
- Pierre-André Latreille et Pierre-François-Marie-Auguste Dejean, Histoire naturelle et iconographie des insectes coléoptères d'Europe, Paris, Crevot, 1822, 215 p. (lire en ligne)
- Observations sur l'ordonnance de 1829 relative à la cavalerie (1838), etc.

## Titres
- Baron Dejean et de l'Empire (décret du 19 mars 1808, lettres patentes du 1er juin 1808 (Bayonne)).
- 2e comte Dejean (1824).

## Décorations
- Légion d'honneur[6] :
  - légionnaire (au camp de Boulogne) ;
  - officier (11 juillet 1807) ;
  - commandant (3 novembre 1813) ;
  - grand officier (9 janvier 1833) ;
  - grand-croix de la Légion d'honneur (14 avril 1844).
- Chevalier de Saint-Louis (5 septembre 1814).

## Vie familiale
Fils de Jean François Aimé, comte Dejean (1749 † 1824) et d'Alexandrine Marie Élisabeth Le Boucher d'Ailly ( † 1782), Auguste épousa, le 17 juillet 1802, Adèle Barthélémy ( † 11 avril 1872 - Versailles), sœur d'Aurore Barthélémy ( † 20 janvier 1858 - Paris), seconde épouse de Jean François Aimé Dejean). Auguste et Adèle eurent ensemble :
1. Adèle Jeanne (23 mars 1803 † 1860), mariée avec M. Ardène ;
2. Benjamin (1804 † 1885), 3e comte Dejean (1824), préfet de l'Aude (1830), préfet du Puy-de-Dôme (1832), conseiller d'État (1836), député de l'Aude (1837-1848), directeur de la police générale (1837), directeur général des Postes (1847) ;
3. Pierre Charles (1807 † 1872), vicomte Dejean, général et homme politique français, marié, le 24 avril 1834, avec Mathilde (vers 1815 † 9 avril 1905 - Amiens), sœur de Marie-Hippolyte Gueilly 2e marquis de Rumigny, pair de France, et Marie-Théodore Gueilly, vicomte de Rumigny, ambassadeur. Pierre Charles et Mathilde eurent :
  1. Jeanne Claire (1835 † 1875 ou 1876), mariée avec Victor Alfred Rey (Tué en 1859 à Magenta), lieutenant-colonel, dont postérité ;
  2. Gabrielle (1837 † 1906), mariée avec Jean-Baptiste Alexandre Montaudon (14 février 1818 - La Souterraine (Creuse) † 19 janvier 1899 - Amiens (Somme)), général de division ;
  3. Charles Benjamin Dieudonné François (18 février 1840 - Arras † 1913), 4e comte Dejean, officier de cavalerie, marié le 24 janvier 1866 avec Jeanne Gouhier de Petiteville (1842 † 1893), dont :
    1. Jeanne Marie Caroline (1868 † 1956), mariée en 1895 avec Robert de Sévelinges (1863 † 1932), dont postérité ;
    2. Pierre Charles Marie (1869 † 1889)
    3. François Marie Robert (1871 † 1949)
    4. Raymond Alexandre Marie (né en 1873) ;

  4. Lucie (1845 † 19 septembre 1874), mariée le 18 janvier 1869 avec Georges Gavard, officier, chevalier de la Légion d'honneur, entré dans les ordres ;
4. Dieudonné Marie Louis (17 août 1809 † 14 mai 1881 - Paris), baron Dejean, lieutenant-colonel, officier de la Légion d'honneur ;
5. Stéphanie Emma Élisabeth (22 février 1815 † 1878), mariée avec Jacques-Alphonse Mahul (31 juillet 1795 - Carcassonne † 25 août 1871 - Château de Villardonnel), député de l'Aude (1831-1834, 1846-1848), maître des requêtes au Conseil d'État (1835), préfet de la Haute-Loire (1835-1837), puis de Vaucluse (1837-1840) et de la Haute-Garonne (1841), directeur général de la police (1840), dont postérité.

## Armoiries
| Figure | Blasonnement |
|        | Armes du baron Dejean et de l'Empire D'argent au griffon essorant de sable au comble d'azur chargé à dextre de deux étoiles et d'un croissant d'or et à sénestre du quartier des barons sortis de l'armée., Livrées : amarante clair, blanc et jaune. |
|        | Armes des comtes Dejean, « pairs de France » (membres de la Chambre des pairs : barons-pairs héréditaires) D'argent, au griffon de sable; au chef d'azur, chargé d'un croissant d'or, accosté de 2 étoiles du même.                                   |